# Гамарня (Дрогобицький район)
Гама́рня — колишній хутір, заснований у кінці ХІХ ст., а зараз східний присілок села Смільна та частково північно-західний присілок села Бистриця-Гірська Східницької громади Дрогобицького району Львівської області.

## Історія
Перша писемна згадка про поселення припадає на 1907 р. — Hamernia.
Початок, начебто, поклала споруджена тут ливарня з виплавлення заліза із болотної, далі шахтної руди, згодом залізообробна майстерня. Мабуть, її будівничими і першими майстрами стали німецькі колоністи, які прийшли в Галичину за сприяння австрійської влади. Крім праці в майстерні, поселенці займались рільництвом та тваринництвом. Майстерня діяла до середини XX ст.
У 1773 р. Галичина була приєднана до імперії Габсбургів. Тож виникло поселення у тодішньому Дрогобицькому дистрикті Самбірського крайсу (округу) Королівства Галичини та Володимирії Австро-Угорщини, де перебувало до 1918 р.
На поч. ХХ ст. населений пункт існував як самостійне поселення.
У період ЗУНР поселення входило у склад Дрогобицького повіту Самбірської військової округи Львівської військової області.
У 1920 р, з приходом Польщі, хутір волості Смільна увійшов до Дрогобицького повіту Львівського воєводства.
1 серпня 1934 р. в Дрогобицькому повіті було створено ґміну Підбуж з центром у с. Підбуж. До неї увійшли сільські громади: Бистриця, Опака, Підбуж, Підмонастирок, Смільна, Сторона, Уріж, Винники, Залокоть, Жджанна .
На карті Дрогобицької області УРСР за станом на 1940 р.,. назву поселення не позначено. Проте, місцевість управлялась Смільнянською сільськоою радою Підбузького району Дрогобицької області.
У період нацистської окупації під час Другої світової війни, зі серпня 1941 року село увійшло до волості (нім. Landgemeinde) Підбуж окружного староства Дрогобич (нім. Kreishauptmannschaft Drohobycz) дистрикту Галичина Генерал-губернаторства для окупованих польських земель.
Дистрикт Галичина припинив своє існування наприкінці липня 1944 року, коли внаслідок Львівсько-Сандомирської операції, був ліквідований, а німецька окупація змінилася на радянську. 6 серпня 1944 року до адміністративного центру округи вступили радянські війська.
Станом на 1946 р. поселення належало до Смільнянської сільської ради Підбузького району Дрогобицької області.
В адміністративно-територіальному довіднику УРСР за 1967 р. поселення уже не згадано. Його землі розділили між селами Смільна та Бистриця-Гірська. Найвірогідніше, це сталось у період між 1959 та 1962 роками.
З 2020 р., після чергової адміністративно-територіальної реформи, поселення разом із селами Смільна та Бистриця-Гірська увійшло до Підбузького старостинського округу Східницької громади оновленого Дрогобицького району Львівщини.

## Назва
У назві поселення відображено економічно-виробничі фактори. Ойконім утворено від апелятива гамарня — металоплавильна піч, металоплавильня.

## Географія
Поселення виникло на берегах ріки Бистриця між селами Смільна, Бистриця та Залокоть.
У 1939 р. проживало 147 осіб: 126 українців, 21 поляк. Після Другої світової війни поляки репатріювались до Польщі. У 2007 р. проживало 34 особи, всі українці, з них 14 пенсіонерів.
Церкви на хуторі не було і нема. Віряни УГКЦ ходять до церкви в Бистриці. Віруючі УПЦ КП ходять до церкви в Смільній. Є 1 каплиця. Діти навчаються в Смільнянській школі. У 2007 р. постійно проживали люди в 12 хатах, стояли порожнiми 6 xaт. 
Сполучення з Дрогобичем, Бориславом - автобусами
Мікротопоніми: Погар, Верх, Облаз, Ясенів, Михльинка, Ратуш.